# Dubblestandart
Dubblestandart ist eine Dub-Band aus Wien, die seit dem Jahr 1988 um den Bandleader Paul Zasky besteht. Die Band ist für ihre Live Sets, die sie als Hi-Energy Dub oder 21st Century Dub bezeichnen, bekannt. Seit Mitte der 1990er haben sie viele Konzerte in Europa, Kanada und den Vereinigten Staaten gespielt. Neben ihrer Aktivität als Live-Band oder Backing-Band für Lee Scratch Perry, Ariup, Dillinger oder Lilien Allen haben sie bisher elf Studioalben, eine Reihe von 12inch- oder Maxi-CD-Tonträgern sowie diverse Remixe für Waldeck oder ElodieO veröffentlicht. Ihr bisher erfolgreichstes Album ist Return From Planet Dub, welches im Jahr 2009 erschienen ist und mit Lee Scratch Perry und Ariup produziert wurde.
Dubblestandart hat auf den bisherigen Veröffentlichungen mit einer Reihe bekannter internationaler Sänger, Musiker und Produzenten zusammengearbeitet. Dazu zählen Sly & Robbie, Mad Professor, Lee Scratch Perry, Ariup, Dillinger, Sounds From The Ground, Dreadzone, The Rootsman, Manasseh, Keith LeBlanc, Mark Stewart, Supermax, Subatomic Sound System, Jahdaan Blackamore, Doctor Marshall, Ken Boothe, Devon Denton, Topcat, Mikey Dread, Dub Syndicate a.o.
Auf dem Album Return From Planet Dub ist zudem als Gastvocalist Filmregisseur David Lynch auf der Nummer Chrome Optimism vertreten, welche eine Dub-Reggae-Bearbeitung von Jean-Michel Jarres Oxygen Part 4 ist.
Mit Lee Scratch Perry und Ariup haben sie im Jahr 2009 gemeinsam ein Konzert auf der Centralpark Summerstage in New York City gegeben, was einen Höhepunkt ihrer Karriere markierte. Dubblestandart hat bereits 1992 zum ersten Mal mit Lee Scratch Perry gearbeitet.
Danach folgte Anfang der 1990er ein Ausflug in die eher poporientierte Richtung mit dem Album Egalica, erschienen auf dem damals in Österreich sehr bekannten Label GiG Records. Das bei Gig Records veröffentlichte Album erreichte in den Austro Top 40 des Jahres 1994/95 zwei Top-Ten-Platzierungen.
Entdeckt wurde Dubblestandart bereits 1992 vom Musikjournalisten Walter Gröbchen, als sie den DJ-Wettbewerb der damals auf dem österreichischen Populärradiosender Ö3 einzigen Independentmusik covernden Radiosendung Musicbox gewannen. Der Ausflug in das Populärfach und den österreichischen Mainstream dauerte aber nur kurz und Dubblestandart kehrten ab 1996 wieder zu ihrem ursprünglichen Stil, der Dub-Musik zurück.
Im Jahr 2010 wurde das zwölfte Album Marijuana Dreams auf dem deutschen Label Collision Records/Echo Beach veröffentlicht.
Darauf befinden sich Neubearbeitungen sowie unveröffentlichte Versionen von Dubblestandart-Liedern mit Gastvocalisten wie William S. Burroughs, Anthony B, Lee Scratch Perry, Elephant Man und Gudrun Liemberger.

## Diskografie (Auswahl)
Alben
- Feel the Balance (1992; Rebel Radio)
- Egalica (1995; Gig Records)
- Vienna Dub Melange (1996; Swound Park Products)
- Vibes of this Reality (1997; Geco Tonwaren)
- Revivals & Sellouts (1999; Geco Tonwaren)
- Streets of Dub (2002; Select Cuts)
- Heavy Heavy Monster Dub (2004; Echo Beach)
- Are you Experienced (2006; Collision: Cause Of Chapter 3)
- Immigration Dub (2007; Collision: Cause Of Chapter 3)
- Marijuana Dreams (2010; Collision: Cause Of Chapter 3)
- Woman in Dub (2013; Collision: Cause Of Chapter 3)
- In Dub (2014; Echo Beach)
- Nu School of Planet Dub (2014; Echo Beach)
- Dub Realistic (2016; Echo Beach)
- Dennis Bovell meets Dubblestandart @ repulse "Reggae Classics" (2021; Echo Beach)

Singles und EPs
- Front of Enemies (1991)
- Sound Is in the Air (1995; Gig Records)
- Music Is the Only Drug (1997)
- Playerhater (2000 und 2001; Fabrique Records)
- 10 Tons of Dope (2002; Select Cuts)
- Kung Fu Fighting (2004; Select Cuts)
- Heavy Heavy Monster (2005)
- Everything Is Go (2006)
- When I Fall in Love/Island Girl (2007; Collision: Cause Of Chapter 3)
- Chase the Devil – Dubstep (2009; Elephant Hous Recordings)
- Blackboard Jungle Dub – Dubstep (2009; Subatomic Sound)
- Chrome Optimism – Dubstep (2010; Subatomic Sound)
- Dubstep (2010; Collision: Cause Of Chapter 3)
- Dem Can’t Stop We Form (2011; Subatomic Sound)

Kompilation
- Return from Planet Dub (2009;  Collision: Cause Of Chapter 3)
- King Size Dub Special (2015; Echo Beach)